# Chanel Miller
Chanel Elisabeth Miller (Palo Alto, 12 de junio de 1992) es una escritora y artista estadounidense que vive en San Francisco, California y en la ciudad de Nueva York . Se la conocía de forma anónima después de que Brock Allen Turner la agrediera sexualmente en el campus de la Universidad de Stanford en la madrugada del 18 de enero de 2015. Tenía 22 años cuando ocurrió la agresión. Al año siguiente, su declaración sobre el impacto de la víctima en su audiencia de sentencia se volvió viral después de que BuzzFeed la publicara en línea y se leyó 11 millones de veces en cuatro días.  A Miller se la conoció con el seudónimo de Emily Doe en documentos judiciales e informes de los medios hasta septiembre de 2019, momento en el que renunció a su anonimato y publicó sus memorias Know My Name. El libro ganó el Premio del Círculo Nacional de Críticos de Libros de 2019 por Autobiografías y fue reconocido en varias listas nacionales de libros del año. Se le atribuye haber provocado un debate nacional en Estados Unidos sobre el tratamiento de los casos de agresión sexual y las víctimas por parte de los campus universitarios y los sistemas judiciales. También es oradora pública. En 2021 publicó sus memorias en español con el títuloTengo un nombre (Blackie Books).

## Biografía
Chanel Miller nació en 1992 en Palo Alto, California, era la mayor de dos hijas de madre china y padre estadounidense. Su madre emigró de China para convertirse en escritora y su padre es un terapeuta jubilado. Miller se graduó de Gunn High School en 2010. Asistió a la Facultad de Estudios Creativos de Santa Bárbara de la Universidad de California, de la cual se graduó con un título en literatura en 2014.

### Denuncia de agresión en 2015
En la noche del 17 de enero de 2015, Miller acompañó a su hermana a una fiesta de la fraternidad Kappa Alpha en la Universidad de Stanford ; más tarde dos estudiantes graduados de Stanford encontraron a Miller tirada en el suelo detrás de un contenedor de basura con otro estudiante de Stanford, Brock Turner, de 19 años, encima de ella. Miller estaba inconsciente,  se estimó que su nivel de alcohol en sangre era del 0,22% en el momento del asalto. Cuando Turner intentó huir, los dos estudiantes graduados lo atraparon y lo sujetaron en el suelo mientras esperaban a que llegara la policía. Turner fue arrestado y acusado de cinco delitos graves de agresión sexual, de los que se declaró inocente. En 2016, fue declarado culpable de tres de estos cargos y sentenciado a seis meses de prisión, lo que provocó la indignación pública debido a la indulgencia de la sentencia. El juez de sentencia Aaron Persky fue revocado en su mandato dos años después.
La declaración de la víctima a quien se hace referencia en documentos judiciales e informes de los medios como " Emily Doe ", fue publicada por Buzzfeed el 3 de junio de 2016, el día después de la sentencia de Turner, y fue recogida en otros medios de comunicación como The New York Times . Su declaración se leyó 11 millones de veces en cuatro días después de su publicación, y se volvió viral.

## Tengo un nombre
El 9 de agosto de 2019, 60 Minutes publicó una entrevista con Miller, quien decidió hacer público su nombre. Describió su historia y las consecuencias de ser anónima, y conoció a los dos estudiantes que detuvieron a Turner. Las memorias de Miller tituladas Know My Name: A Memoir fueron publicadas el 4 de septiembre de 2019 por Viking Books y se convirtieron en un éxito de ventas. El libro ganó el Premio del Círculo Nacional de Críticos de Libros de 2019 por Autobiografías y fue nombrado uno de los diez mejores libros del año por The Washington Post . El New York Times también seleccionó a Know My Name por sus "100 libros notables de 2019". El Premio Literario de la Paz de Dayton seleccionó el libro como su ganador de no ficción de 2020. En España se publicó con el título Tengo un nombre (Blackie Books) en 2021.

## Arte
Después de su agresión, Miller comenzó a tomar cursos de arte por recomendación de su terapeuta. En el verano de 2015, Miller asistió a una clase de grabado en la Escuela de Diseño de Rhode Island en Providence, Rhode Island.
En 2020, un mural dibujado por Miller apareció en el Museo de Arte Asiático de San Francisco.  El mural de 21 m de largo muestra tres viñetas de una figura de dibujos animados, y las frases "Yo era", "Yo soy" y "Yo seré". El museo estuvo cerrado al público debido a COVID-19, aunque el mural es visible a través de las ventanas que dan a Hyde Street.

## Reconocimiento y legado
La historia de la agresión de Miller y el caso legal "provocaron una discusión a nivel nacional sobre la violación en los campus universitarios y la denuncia de cómo no se escuchaba a las sobrevivientes", y "se convirtieron en parte de los intensos debates sobre la violación, el sexismo y la conducta sexual inapropiada en el pasado años ", incluido el movimiento Me Too .
El 1 de noviembre de 2016, Glamour nombró a Miller, entonces conocida solo como Emily Doe, Mujer del año por "cambiar para siempre la conversación sobre la agresión sexual", citando que su declaración de impacto había sido leída más de 11 millones de veces. Miller asistió a la ceremonia de premiación de forma anónima. Aceptó el premio en el escenario en noviembre de 2019 después de la publicación de su libro. Ella pronunció un poema en la ceremonia en la que abogó por el bienestar de las sobrevivientes de agresión sexual. Fue incluida como una persona influyente en la lista de la revista Times 100 de 2019 de las personas más influyentes. En 2019, la Universidad de Stanford instaló una placa en el campus en memoria del asalto.

## Publicaciones
- Know My Name: A Memoir (2019)